# Ajayan River
Ajayan River är ett vattendrag i Guam (USA).   Det utgör gräns mellan kommunerna Inarajan och Merizo, i den södra delen av Guam, 25 km söder om huvudstaden Hagåtña. Den mynnar ut i Ajayan Bay.